# LOVE SONG (FUNKY MONKEY BABYSの曲)
「LOVE SONG」（ラブ・ソング）は、2011年11月16日発売のFUNKY MONKEY BABYSの17枚目のシングル。

## 概要
3曲全てがタイアップされた。
ジャケットには通常盤・初回限定盤ともにタレントの優香を起用。

## 収録曲

### 通常盤
1. LOVE SONG (5:58)
  - 作詞・作曲：FUNKY MONKEY BABYS・川村結花　編曲：亀田誠治

「よみうりランドジェルミネーション」キャンペーンソング
2. 愛の歌 (4:11)
  - 作詞：FUNKY MONKEY BABYS　作曲：FUNKY MONKEY BABYS・Naoki-T　編曲：Naoki-T

「めざまし×ファンモン ソングエイド」応援ソング
3. 笑って笑って (2:47)
  - 作詞：FUNKY MONKEY BABYS　作曲：FUNKY MONKEY BABYS・福本バンビ　編曲：Naoki-T

「モンテローザ宴会キャンペーン」（Billion Smiles!）キャンペーンソング
4. LOVE SONG(instrumental) (5:58)
5. 愛の歌(instrumental) (4:11)
6. 笑って笑って(instrumental) (2:43)

### 初回限定盤
初回限定盤には、「LOVE SONG」のビデオクリップがDVDとして封入されている。